# Łowcy głów (film)
Łowcy głów (norw. Hodejegerne, ang. Headhunters) – norwesko-niemiecki thriller z 2011 roku w reżyserii Mortena Tylduma, zrealizowany na podstawie powieści pod tym samym tytułem autorstwa Jo Nesbø. 

## Obsada
- Aksel Hennie jako Roger Brown
- Nikolaj Coster-Waldau jako Clas Greve
- Synnøve Macody Lund jako Diana Brown
- Julie Ølgaard jako Lotte
- Eivind Sander jako Ove